# Jay Spearing
Jay Francis Spearing (født 25.november 1988 i Wirral) er en engelsk midtbanespiller, som spiller for Blackpool. Han har tidligere spillet for blandt andet Bolton og Liverpool F.C..

## Personlige Liv
Han blev født i Arrowe Park Hospital. Han og hans kæreste Jade har en datter Freja, der blev født i efteråret 2011.

## Karriere statistikker
| England         | England          | England         | England         | England | England | England | England | England    | England    | England   | England   | England | England | England | England | England       | England    |
| Season          | Club             | Loan            | Division        | League  | League  | FA Cup  | FA Cup  | League Cup | League Cup | Play-offs | Play-offs | Europe  | Europe  | Total   | Total   | Discipline    | Discipline |
| Season          | Club             | Loan            | Division        | Apps    | Goals   | Apps    | Goals   | Apps       | Goals      | Apps      | Goals     | Apps    | Goals   | Apps    | Goals   | A yellow card | A red card |
| --------------- | ---------------- | --------------- | --------------- | ------- | ------- | ------- | ------- | ---------- | ---------- | --------- | --------- | ------- | ------- | ------- | ------- | ------------- | ---------- |
| 2008–09         | Liverpool        |                 | Premier League  | 0       | 0       | 0       | 0       | 0          | 0          | –         | –         | 2       | 0       | 2       | 0       | 0             | 0          |
| 2009–10         | Liverpool        |                 | Premier League  | 3       | 0       | 0       | 0       | 2          | 0          | –         | –         | 0       | 0       | 5       | 0       | 0             | 0          |
| 2009–10         | Leicester City   | Loan            | Championship    | 7       | 1       | 0       | 0       | 0          | 0          | 2         | 0         | –       | –       | 9       | 1       | 0             | 0          |
| 2010–11         | Liverpool        |                 | Premier League  | 11      | 0       | 0       | 0       | 1          | 0          | –         | –         | 8       | 0       | 20      | 0       | 0             | 0          |
| 2011–12         | Liverpool        |                 | Premier League  | 16      | 0       | 4       | 0       | 5          | 0          | –         | –         | –       | –       | 25      | 0       | 1             | 1          |
| 2012–13         | Liverpool        |                 | Premier League  | 0       | 0       | 0       | 0       | 0          | 0          | –         | –         | 3       | 0       | 3       | 0       | 0             | 0          |
| Liverpool Total | Liverpool Total  | Liverpool Total | Liverpool Total | 30      | 0       | 4       | 0       | 8          | 0          | 0         | 0         | 13      | 0       | 55      | 0       | 1             | 1          |
| 2012–13         | Bolton Wanderers | Loan            | Championship    | 37      | 2       | 2       | 0       | 0          | 0          | 0         | 0         | –       | –       | 39      | 2       | 0             | 0          |
| 2013–14         | Bolton Wanderers |                 | Championship    | 1       | 0       | 0       | 0       | 0          | 0          | 0         | 0         | –       | –       | 1       | 0       | 0             | 0          |
| Career Total    | Career Total     | Career Total    | Career Total    | 75      | 3       | 6       | 0       | 8          | 0          | 2         | 0         | 13      | 0       | 104     | 3       | 1             | 1          |